# Питомача
Питомача (хорв. Pitomača) — населений пункт і однойменна громада на півночі Хорватії, у Вировитицько-Подравській жупанії. 
Громада Питомача складається з дванадцятьох населених пунктів, займає площу 158,14 км² (7,82% площі жупанії) та налічує 10 059 жителів (11,86% загальної чисельності населення жупанії) за переписом 2011 р.

## Населення
Населення громади за даними перепису 2011 року становило 10 059 осіб. Населення самого поселення становило 5646 осіб.
Динаміка чисельності населення громади:
Динаміка чисельності населення центру громади:

## Історія
У грудні 1944 біля села сталося перше бойове зіткнення українських і російських козаків 1-ї козачої дивізії та частин Червоної Армії. Останні, зрештою, відступили.

## Населені пункти
Крім поселення Питомача, до громади також входять: 
- Динєваць
- Грабровниця
- Кладаре
- Крижниця
- Мала Чрешнєвиця
- Отрованець
- Седлариця
- Старий Градаць
- Староградацький Мароф
- Турнашиця
- Велика Чрешнєвиця

## Клімат
Середня річна температура становить 11,60°C, середня максимальна – 26,22°C, а середня мінімальна – -5,47°C. Середня річна кількість опадів – 779 мм.
| Клімат поселення                              | Клімат поселення | Клімат поселення | Клімат поселення | Клімат поселення | Клімат поселення | Клімат поселення | Клімат поселення | Клімат поселення | Клімат поселення | Клімат поселення | Клімат поселення | Клімат поселення | Клімат поселення |
| Показник                                      | Січ.             | Лют.             | Бер.             | Квіт.            | Трав.            | Черв.            | Лип.             | Серп.            | Вер.             | Жовт.            | Лист.            | Груд.            |                  |
| Середній максимум, °C                         | 5,83             | 8,08             | 12,79            | 17,53            | 22,66            | 26,22            | 25,88            | 25,58            | 20,49            | 15,45            | 10,14            | 4,80             |                  |
| Середня температура, °C                       | 0,18             | 2,41             | 7,13             | 11,88            | 17,01            | 20,56            | 22,15            | 21,84            | 16,76            | 11,72            | 6,43             | 1,06             |                  |
| Середній мінімум, °C                          | −5,47            | −3,22            | 1,48             | 6,24             | 11,36            | 14,92            | 18,42            | 18,10            | 13,02            | 7,98             | 2,70             | −2,66            |                  |
| Норма опадів, мм                              | 45               | 40               | 49               | 62               | 75               | 89               | 77               | 78               | 68               | 64               | 76               | 56               |                  |
| Середньомісячна швидкість вітру, м/с          | 2.27             | 2.50             | 2.90             | 2.70             | 2.50             | 2.28             | 2.20             | 2.00             | 2.00             | 2.10             | 2.20             | 2.30             |                  |
| Середньомісячна сонячна радіація, кДж/м²·день | 4079             | 6879             | 10673            | 15192            | 19312            | 21306            | 22015            | 19537            | 14367            | 8965             | 4626             | 3340             |                  |
| --------------------------------------------- | ---------------- | ---------------- | ---------------- | ---------------- | ---------------- | ---------------- | ---------------- | ---------------- | ---------------- | ---------------- | ---------------- | ---------------- | ---------------- |
| Джерело:                                      |                  |                  |                  |                  |                  |                  |                  |                  |                  |                  |                  |                  |                  |

## Відомі постаті
На території нинішньої громади, у селі Грабровниця, народився хорватський військовий діяч і поет сербського походження Петар Прерадович, а в селі Старий Градац цієї самої громади народився чільний діяч доби хорватської війни за незалежність Мартін Шпеґель.